# Herman Koch
Herman Huibert Koch (Arnhem, 5 september 1953) is een Nederlandse televisie- en radiomaker, acteur en schrijver. Als acteur is Koch vooral bekend van de televisieserie Jiskefet.

## Biografie
Koch werd geboren in Arnhem en verhuisde met zijn ouders op zijn tweede naar Amsterdam-Zuid. Zijn middelbare school begon hij op het Montessori Lyceum, en hij werd aldaar wegens wangedrag verwijderd.
Hij is bekend als televisiemaker en acteur in de televisieserie Jiskefet. Ook is hij schrijver van romans, korte verhalen en hij is columnist voor onder andere de Volkskrant. In de jaren 80 maakte hij sketches en parodieën voor het radioprogramma Borát, die hijzelf in een interview in NRC Handelsblad omschreef als 'interviews met mezelf'. In 2005 schreef hij het Groot Dictee der Nederlandse Taal. Hij is getrouwd met schrijfster Amalia de Tena. Samen hebben zij een zoon. 
Zijn literaire romandebuut was Red ons, Maria Montanelli uit 1989. Het boek werd vergeleken met De avonden van G.K. van het Reve. Zijn schrijfstijl lijkt hier nog beïnvloed door de romans van Louis-Ferdinand Céline. De verhalenbundel Hansaplast voor een opstandige publiceerde hij onder het pseudoniem Menno Voorhof.
Een van zijn bekendste romans, Het diner, werd onder meer geïnspireerd door de moord op de dakloze vrouw María del Rosario Endrinal Petit in Barcelona (Spanje) in december 2005, die door drie jongens uit een zogenoemd fatsoenlijk milieu in het portaal van een bank werd mishandeld en daarna in brand gestoken. Het boek won in 2009 de NS Publieksprijs. In 2013 was dit boek een bestseller in de Verenigde Staten. Nooit eerder stond een van origine Nederlandse roman zo hoog genoteerd in een Amerikaanse bestsellerlijst. Het boek is drie keer verfilmd. Het boek Geachte heer M. uit 2014 gaat over een oudere schrijver, die bekend is van zijn oorlogsbestseller. Het boek is geen aanval op Harry Mulisch, zegt Koch zelf, hoewel hij diens biografie als aanzet gebruikt heeft.
Koch was de auteur van het Boekenweekgeschenk dat werd verspreid in de Boekenweek 2017.
Koch is een halfbroer van de schrijfster Els Pelgrom.
In januari 2024 werd bekend dat Koch sinds 2020 aan uitgezaaide prostaatkanker lijdt.

### Literaire werken
- 1985 - De voorbijganger, verhalen
- 1989 - Red ons, Maria Montanelli, roman
- 1991 - Hansaplast voor een opstandige, de beste verhalen van Menno Voorhof
- 1996 - Eindelijk oorlog, roman
- 1998 - Geen agenda, verhalen
- 1999 - Het evangelie volgens Jodocus, columns
- 2000 - Eten met Emma, roman
- 2001 - Schrijven & drinken, verzamelde verhalen
- 2001 - Dingetje, columns
- 2003 - Alle verhalen, verhalen
- 2003 - Odessa Star, roman
- 2005 - Denken aan Bruce Kennedy, roman
- 2009 - Het diner, roman
- 2010 - De ideale schoonzoon, columns
- 2010 - Over de lengte van een gang, verhalen
- 2011 - Zomerhuis met zwembad, roman
- 2012 - Korte geschiedenis van het bedrog, de verhalen, verzamelde verhalen
- 2014 - Geachte heer M., roman
- 2016 - De greppel, roman
- 2017 - Makkelijk leven, boekenweekgeschenk
- 2020 - Finse dagen, roman
- 2021 - Een film met Sophia, roman
- 2022 - Het Koninklijk Huis, roman
- 2024 - Ga je erover schrijven?, roman
- 2024 - Luchtplaats, roman

### Scripts
- 1990 - Wings of Fame

## Bestseller 60
| Boeken met noteringen in de Nederlandse Bestseller 60 | Jaar van verschijnen | Datum van binnenkomst | Hoogste positie | Aantal weken | Opmerkingen |
| ----------------------------------------------------- | -------------------- | --------------------- | --------------- | ------------ | ----------- |
| Odessa Star                                           | 2003                 | 19-11-2003            | 60              | 1            |             |
| Het diner                                             | 2009                 | 14-01-2009            | 1(1wk)          | 129          |             |
| De ideale schoonzoon                                  | 2010                 | 30-06-2010            | 38              | 9            |             |
| Zomerhuis met zwembad                                 | 2011                 | 02-02-2011            | 1(7wk)          | 71           |             |
| Korte geschiedenis van het bedrog                     | 2012                 | 14-03-2012            | 17              | 7            |             |
| Geachte heer M.                                       | 2014                 | 14-05-2014            | 1(2wk)          | 31           |             |
| De greppel                                            | 2016                 | 09-11-2016            | 4               | 23           |             |
| Finse dagen                                           | 2020                 | 15-01-2020            | 4               | 15           |             |
| Een film met Sophia                                   | 2021                 | 08-09-2021            | 1(1wk)          | 8            |             |
| Het Koninklijk Huis                                   | 2022                 | 14-09-2022            | 3               | 9            |             |
| Ga je erover schrijven?                               | 2024                 | 10-01-2024            | 4               | 11           |             |
| Luchtplaats                                           | 2024                 | 18-12-2024            | 10              | 14           |             |

## Televisieseries

### Als maker
- 1990-2005 - Jiskefet

### Als acteur
- 2007 - Voetbalvrouwen - Harry Reitsesma

## Radioprogramma's
- 1984-1989 - Borát